# Andre Cisco
(en) Statistiques sur pro-football-reference
Andre Jordan Cisco, né le 23 mars 2000 dans le Queens (État de New York), est un sportif professionnel américain de football américain jouuant au poste de safety dans la National Football League (NFL) depuis la saison 2021, et pour les Jets de New York depuis 2025.
Auparavant, il a joué au niveau universitaire pendant trois saisons (2018-2020) pour les Orange de l'université de Syracuse au sein de la NCAA et sa conférence ACC (2018-2020), avant d'être sélectionné en 65e choix global lors du troisième tour de la draft 2021 de la NFL par la franchise des Jaguars de Jacksonville. 
Devenu agent libre après quatre saisons à Jacksonville, il signe le 14 mars 2025 un contrat d'un an pour un montant de 10 millions de dollars avec les Jets de New York,.

## Palmarès
- Désigné meilleur joueur rookie défensif de l'Atlantic Coast Conference (ACC) en 2018 ;
- Sélectionné dans la première équipe de l'ACC en 2018 ;
- Sélectionné dans la deuxième équipe de l'ACC en 2019